# Aclemmysa solarii
Aclemmysa solarii là một loài bọ cánh cứng trong họ Endomychidae. Loài này được Reitter miêu tả khoa học năm 1904.